# Heřmanický potok (přítok Lipkovského potoka)
Heřmanický potok pramení na jihozápadním svahu hory Jelení vrch v jižní části západního hřebene pohoří Králický Sněžník, ve výšce asi 810–832 m n. m. (záleží na tom, která ze zdrojnic se bere jako hlavní) Teče k jihozápadu a protéká kolem nejvýše položených roztroušených domů, které patří ke vsi Heřmanice. Poté následuje celkem krátké lesnaté údolí a nakonec protéká celými Heřmanicemi. V rámci toku přibírá několik pravostranných i levostranných přítoků. Pod obcí uhýbá k jihu a teče plochou krajinou Kladské kotliny. U vesnice Prostřední Lipka se vlévá do Lipkovského potoka, který se vlévá u Lichkova do Tiché Orlice. Délka toku Heřmanického potoka je asi 4,5 km.